# Засниц
Засниц (њем. Sassnitz) град је у њемачкој савезној држави Мекленбург-Западна Померанија. Једно је од 42 општинска средишта округа Риген. Према процјени из 2010. у граду је живјело 10.512 становника. Посједује регионалну шифру (AGS) 13061035.

## Географски и демографски подаци
Засниц се налази у савезној држави Мекленбург-Западна Померанија у округу Риген. Град се налази на надморској висини од 30 метара. Површина општине износи 47,1 km². У самом граду је, према процјени из 2010. године, живјело 10.512 становника. Просјечна густина становништва износи 223 становника/km².

## Међународна сарадња
| Мјесто    | Држава  | Врста сарадње | Од    |
| --------- | ------- | ------------- | ----- |
| Трелеборг | Шведска | партнерство   | 1992. |
| Извор     |         |               |       |